# Йорк (Онтарио)
Йорк (англ. York) — региональный муниципалитет в провинции Онтарио, который является северной частью Большого Торонто и внутреннего кольца урбанизированного района Золотая подкова, что в Южном Онтарио. Находится между озёрами Симко и Онтарио. Население составляет 892 712 человек (3-е место по провинции), площадь — 1761,84 км² (40-е место в Онтарио), средняя плотность населения — 506,7 чел./км². Центром является город Ньюмаркет. В ежедневном общении региональный муниципалитет часто называют «Регион Йорк». С 1792 года до 1971 года существовало графство Йорк.

## Демография
Согласно переписи 2006 года, население Йорка составляет 892 712 человек, что на 22,4 % больше, чем во время переписи 2001 года; это 3-й по темпам прироста населения переписной регион Канады. 50 815 человек проживают в сельской местности и 841 897 — в урбанизированных зонах.

## География
На севере омывается озером Симко и имеет водную (север) и сухопутную (северо-запад) границы с графством Симко. На западе граничит с региональным муниципалитетом Дарем, на юге граница с собственно Торонто, на востоке — региональный муниципалитет Пил.